# Parthénogenèse arrhénotoque
La parthénogenèse arrhénotoque est un mode de reproduction où les œufs non fécondés deviennent des mâles haploïdes et les œufs fécondés se développent en femelles diploïdes.

## Définitions
La parthénogenèse arrhénotoque est un type de parthénogenèse facultative dans lequel une femelle diploïde ne produit de manière asexuée que des mâles haploïdes de génotype A + X (A = autosomes, X = gonosomes). Les mâles peuvent ensuite subir un dédoublement de leur génome, rétablissant la diploïdie et une homozygotie stricte. Chez les mâles haploïdes, la spermatogenèse fait intervenir une seule division de maturation de type mitotique, produisant des spermatozoïdes eux aussi haploïdes, de génotype A + X. Les femelles sont quant à elles générées par reproduction sexuée, faisant intervenir la fécondation d'un œuf par un spermatozoïde.
Les œufs non fécondés génèrent des mâles haploïdes, alors que les œufs fécondés génèrent des femelles diploïdes, de type 2A + 2X. Ce type de parthénogenèse se rencontre chez la majorité des hyménoptères, tels que les abeilles, les guêpes, et les fourmis,, ainsi que chez certaines espèces d'homoptères, de coléoptères, et de thysanoptères.

## Démonstration expérimentale
En 1924, Armand Descy, entomologiste wallon, a démontré expérimentalement la parthénogenèse arrhénotoque et le lien entre le sexe et la taille de la nourriture larvaire chez l'abeille maçonne solitaire Osmia tricornis Latreille, 1811. Des femelles importées de Corse, libérées en Belgique sans possibilité de rencontrer des mâles, ont produit uniquement des mâles dans des cellules de petite taille. L'année suivante, des femelles et des mâles libérés dans les mêmes conditions ont engendré une progéniture des deux sexes, les femelles étant issues de cellules plus grandes que celles des mâles.